# فرودگاه اگونی
فرودگاه اگونی (به انگلیسی: Aguni Airport) یک فرودگاه همگانی با کد یاتا AGJ است که یک باند فرود آسفالت بتن دارد و طول باند آن ۸۰۰ متر است. این فرودگاه در کشور ژاپن قرار دارد و در ارتفاع ۱۲ متری از سطح دریا واقع شده‌است.

## شرکت‌های هواپیمایی و مقصدهای پروازی
| شرکت‌های هواپیمایی | مقصدهای پروازی           |
| ----------------- | ------------------------ |
| First Flying      | ناها (Irregular service) |